# Опочицы
Опо́чицы — деревня в Завеличенской волости Псковского района Псковской области России.
Расположена на юго-западной границе города Пскова, у железной дороги Псков—Печоры.

## Население
| 2001 | 2002 | 2010 | 2014 |
| ---- | ---- | ---- | ---- |
| 204  | ↘202 | ↗223 | ↗228 |

Численность населения деревни составляла по оценке на конец 2000 года 204 жителя, по переписи 2010 года — 231 житель.